# Agave capensis
Agave capensis är en sparrisväxtart som beskrevs av Howard Scott Gentry. Agave capensis ingår i släktet Agave och familjen sparrisväxter. Inga underarter finns listade i Catalogue of Life.